# 黃煥彰
黄焕彰（？—？），字愧渊，福建晋江人，清朝政治人物。
康熙五十六年（1717年）丁酉科福建鄉試解元。康熙六十年（1721年），登戊戌科进士，选庶吉士，散馆授翰林院检讨，迁礼部祠祭司郎中，补刑部山东司员外郎，迁刑部湖广司郎中、刑部贵州司郎中，因病卒于京邸。